# Parc national de Kellerwald-Edersee
Le parc national de Kellerwald-Edersee est un parc national allemand de 5 724 hectares situé dans la partie Nord de la chaîne montagneuse Kellerwald au Nord-Ouest de la Hesse, dans l'arrondissement de Waldeck-Frankenberg. Créé le 1er janvier 2004, il abrite une forêt ancienne de hêtres inscrite depuis 2011 sur la liste du patrimoine mondial de l'UNESCO. C'est le seul parc national de la Hesse.

## Géographie
Le parc, situé au Nord-Ouest de la Hesse à environ 40 kilomètres (à vol d'oiseau) au Sud-Ouest de Cassel, couvre une petite partie du nord de la moyenne montagne Kellerwald. Sa superficie coïncide approximativement avec la région montagneuse Edenhöhen y compris le lac de retenue du barrage d'Edersee au Sud. D'une surface de 57,40 km2, il est entièrement inclus à l'intérieur du parc naturel de Kellerwald-Edersee (de) lui-même d'une superficie de 406 km2.
Le parc qui, à l'intérieur de ses limites est vierge de toute localité, comprend une zone au sud de l'Edersee enclavée entre les municipalités de (dans le sens horaire depuis le Nord) Bringhausen, Rehbach, Hemfurth-Edersee, Affoldern, Giflitz, Kleinern, Gellershausen (ville d'Edertal), Frebershausend (ville de Bad Wildungen), Frankenau, Altenlotheim (ville de Frankenau), Schmittlotheil, Kirchlotheim, Harbshausen et Asel-Süd (ville de Vöhl).
À l'Ouest, au Nord et à l'Est, il est limité par la vallée de l'Eder et ses lacs de retenue l'Edersee et l'Affolderner See, au Sud-Est et au Sud par celle sur le Wesebach (affluent de l'Eder) et au Sud-Ouest et à l'Est par la vallée du Lorfebach (autre affluent de l'Eder).

### Altitude et sommets

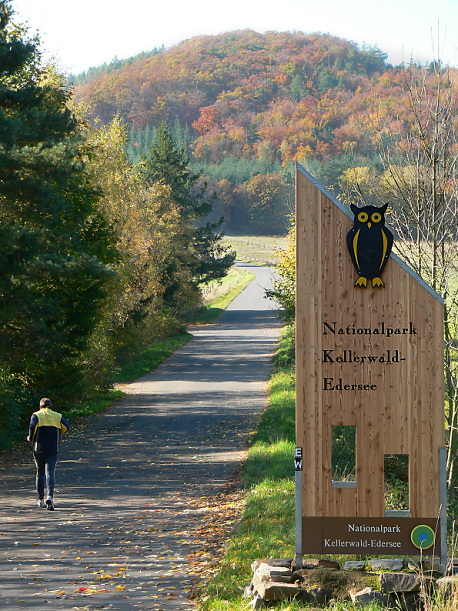
Signalétique du parc

Le point le plus bas du parc national de Kellerwald-Edersee est situé en bordure de la vallée de l'Eder près de la localité d'Affoldern en aval du barrage de l'Affolderner See, à 194 mètres d'altitude. Le point culminant est à 626 mètres d'altitude, sur le mont Traddelkopf.
Les plus hauts sommets du parc sont :
- La Traddelkopf avec 626 m ;
- L'Ahornkopf (604 m) ;
- La Dicker Kopf (604 m) ;
- La Talgang (566 m) ;
- La Locheiche (557 m) ;
- La Quernst (545 m) ;
- l'Ochsenwurzelskopf (542 m) ;
- L'Ermerod, la Peterskopf (540 / 507 m) où sont situés deux réservoirs de pompage-turbinage ;
- La Friedrichskopf (528 m).

### Cours d'eau et lacs

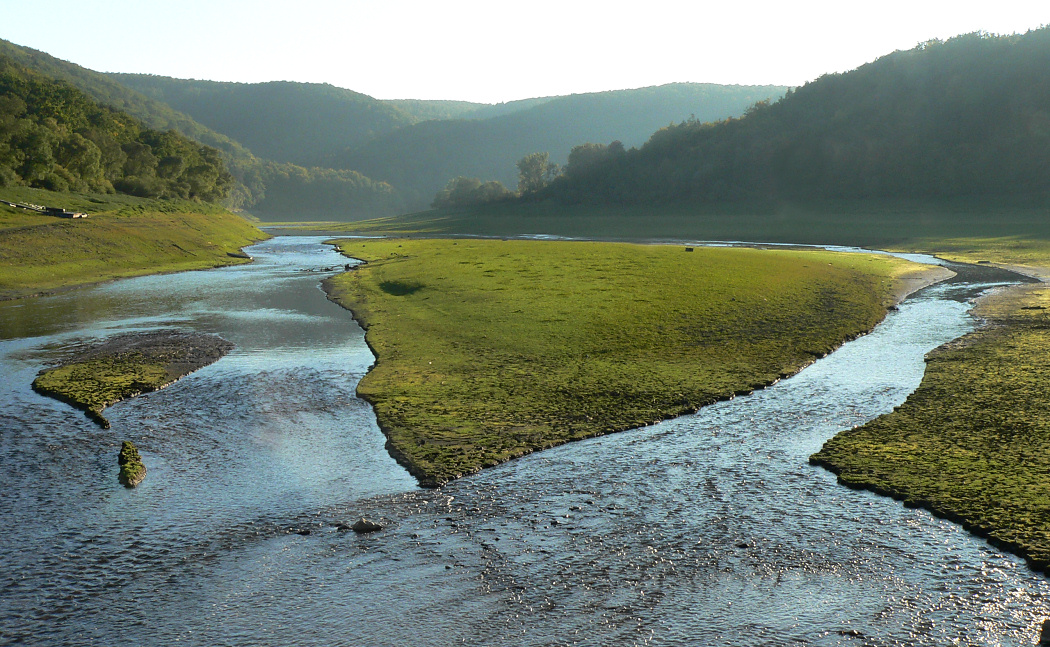
L'Eder

Les rivières qui entourent ou parcourent le parc sont les suivantes :
- L'Eder (affluent de la Fulda)
  - Le Banfebach (affluent de l'Eder)
    - Le Keßbach (affluent du Banfebach)

  - Le Mellbach, le Rehbach (affluents de l'Eder)
  - Le Wesebach (affluent de l'Eder)
    - Les affluents du Wesebach : Haarbach, Schrummbach, Haimbach, Heimbach, Bartenbach, Kesselbach, Eschelbach, Klingesebach, Dreisbach, Ebach, Quernstgrund, Sasselbach

  - Le Lorfebach (affluent de l'Eder)
    - L'Eisbach (affluent du Lorfebach)

  - Le Hundsbach, Le Bärenbach (affluents de l'Eder)

Les plans d'eau sont :
- l'Edersee (en bordure nord)
- L'Affolderner See (en bordure nord-est)
- Les réservoirs supérieurs de la station de pompage-turbinage de Waldeck

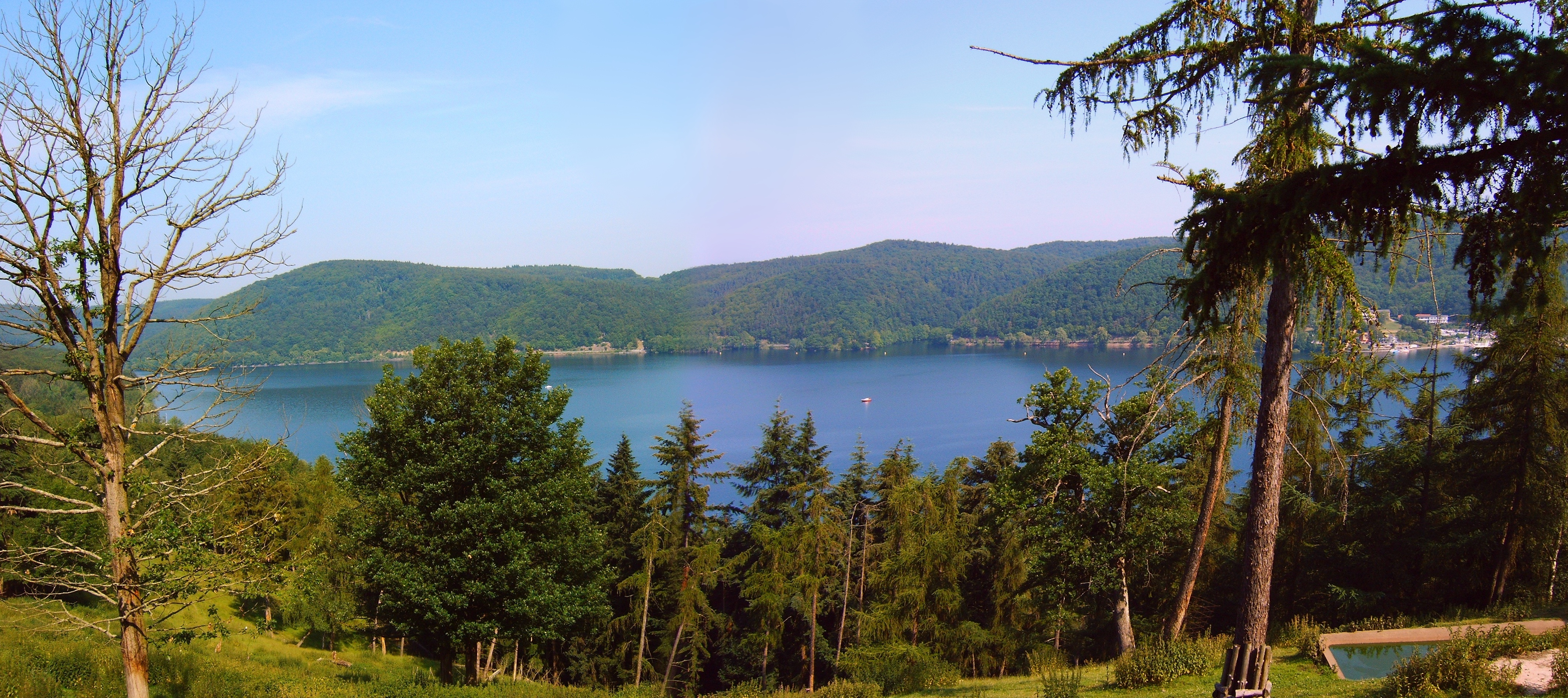
Vue sur l'Edersee

## Flore

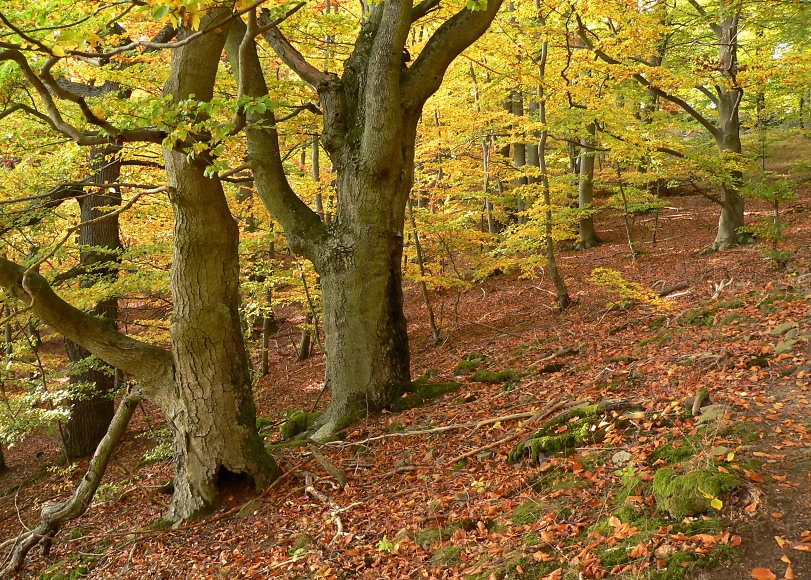
Forêt de hêtres dans le parc national

La forêt typique du parc est la hêtraie à luzules. Dans les sites particulièrement riches en éléments nutritifs, on trouve de petites zones d'aspérules odorantes (Galium odoratum) et de Méliques (Melica picta) associées aux hêtres. On rencontre aussi des bois spéciaux variés, comme les chênes-charmes des éboulis, les tilleuls à petites feuilles des forêts de ravin, les tilleuls à grandes feuilles et d'autres feuillus nobles.
En plus des sites forestiers, il existe plus de 200 ha de prairies arborées (anciens pâturages) et prairies forestières le long des cours d'eau où poussent l'arnica des montagnes (Arnica montana), l'œillet à delta (Dianthus deltoides), le pédiculaire des bois (Pedicularis sylvatica), la raiponce, le dactylorhize de mai (Dactylorhiza majalis) etc. Au total, il y a plus de 550 sortes de fougères et plantes à fleurs dans le parc. On a aussi dénombré 326 espèces de champignons et 270 espèces de lichens.

## Faune

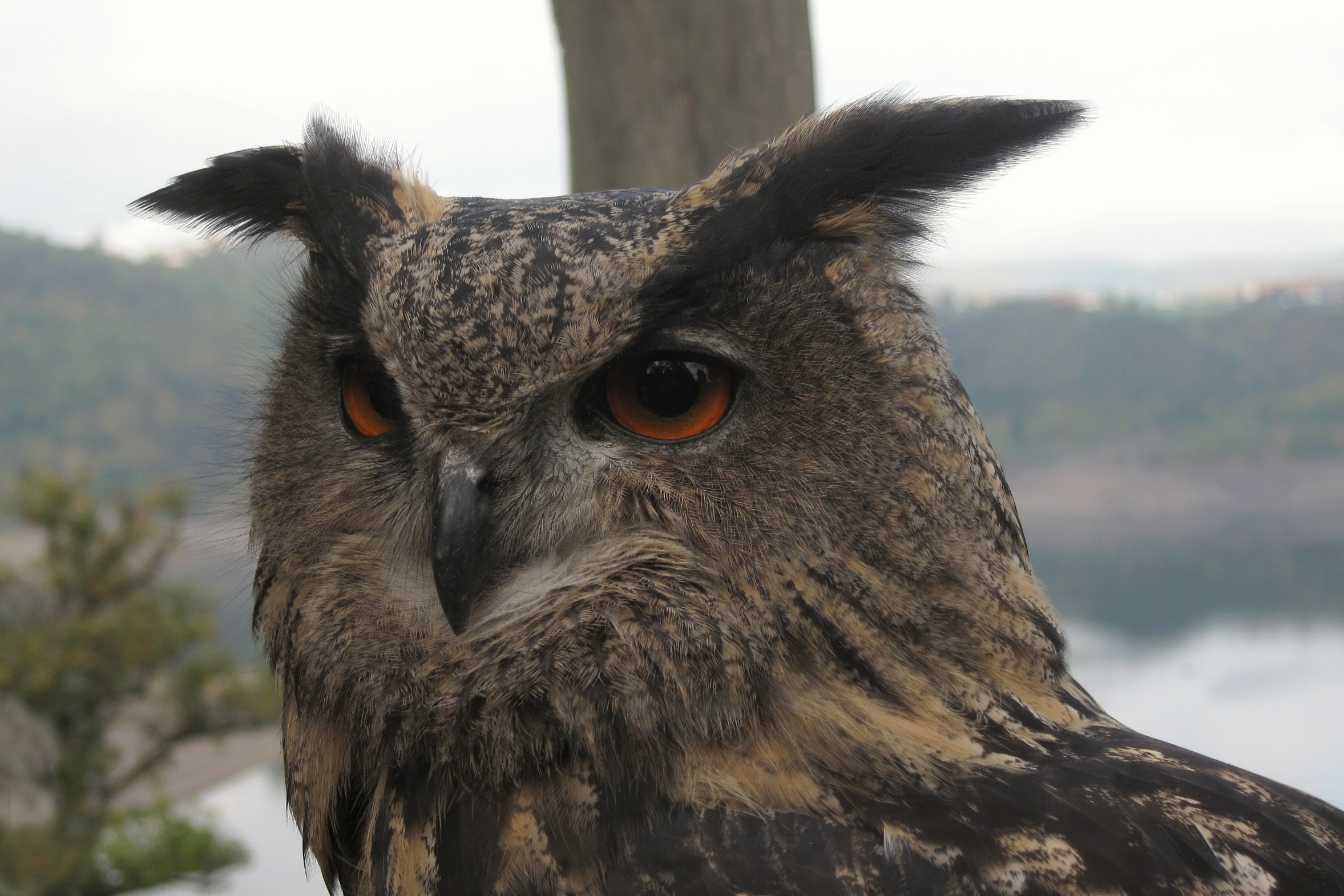
Un grand-duc dans le parc national Kellerwald-Edersee

Les grands mammifères sont représentés par les cerfs élaphes (Cervus elaphus), les chevreuils (Capreolus capreolus) et les sangliers (Sus scrofa). En 1935, des mouflons et des daims ont été lâchés. Dans l'ensemble, le site du parc regroupe 44 espèces de mammifères dont le renard (Vulpes vulpes), le blaireau (Meles meles), la martre (Martes martes), la fouine (Martes foina), le putois (Mustela putorius), l'hermine (Mustela erminea) et la belette (Mustela nivalis). On trouve aussi des lièvres (Lepus europaeus), des hérissons (Erinaceidae), des loirs (Glis glis) et des muscardins (Muscardinus avellanarius). En 1934, pour la première fois en Europe, des ratons laveurs (Procyon lotor) ont été acclimatés sur l'Edersee. En 2007, la présence de chats sauvages (Felis silvestris) qui avaient disparu depuis soixante ans a été détectée.
Dans le parc vivent 15 des 24 espèces de chauves-souris que compte l'Allemagne. Parmi elles, le murin de Brandt (Myotis brandtii), l'oreillard commun (Plecotus auritus), le grand murin (Myotis myotis) et le plus menacé vespertilion de Bechstein (Myotis bechsteinii).
En outre, on dénombre 75 espèces d'oiseaux nicheurs vivant dans le parc dont les plus grands sont des cigognes noires (Ciconia nigra). Le Hibou grand-duc (Bubo bubo) niche dans les falaises. Les autres espèces de rapaces nocturnes sont la chouette hulotte (Strix aluco), le hibou moyen-duc (Asio otus), la nyctale de Tengmalm (Aegolius funereus) et la plus rare chevêchette d'Europe (Glaucidium passerinum). Les picidés sont représentés par six des sept espèces présentes en Europe centrale. Depuis 1989, le grand corbeau (Corvus corax) niche dans le parc et il y a des choucas des tours (Coloeus monedula) qui nidifient dans les arbres. Le pigeon colombin (Columba oenas) et la bécasse des bois (Scolopax rusticola) se rencontrent aussi dans le parc. Le gobemouche noir (Ficedula hypoleuca), le rougequeue à front blanc (Phoenicurus phoenicurus) et la pie-grièche écorcheur (Lanius collurio) forment les autres espèces d'oiseaux caractéristiques du parc.
876 espèces de coléoptères ont été dénombrées dans le parc. Les coléoptères se trouvent particulièrement dans les vieux arbres et les bois morts. Seules sept espèces sont représentées dans les forêts, dont le pique-prune (Osmoderma eremita). 822 espèces de papillons ont été répertoriées depuis 1992 grâce aux recherches des bénévoles.

## Tourisme

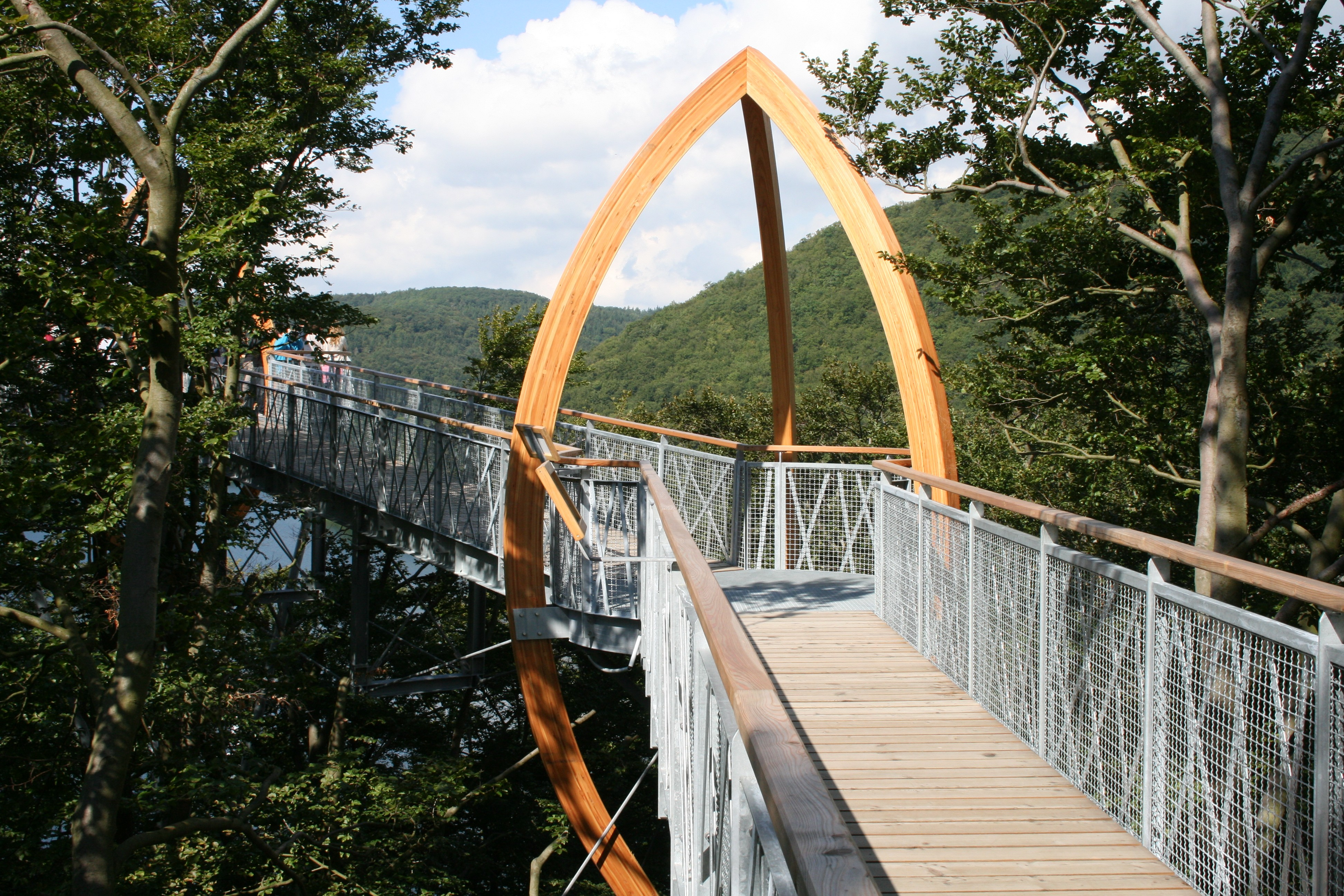
Passerelle dans la canopée à Hemfurth-Edersee (commune d'Edertal)

Le parc national de Kellerwald-Edersee est parcouru de nombreux chemins de randonnée, dont le Kellerwaldsteigs, une boucle de 156 km qui relie les montagnes et lieux du parc national au parc naturel de Kellerwald-Edersee, plus vaste (406 km2). En outre, il existe depuis 2005 l'Urwaldsteig Edersee, un sentier d'environ 68 km qui fait le tour de l'Edersee en parcourant les hêtraies de la rive nord et traverse le parc national au sud de l'Edersee.
C'est le seul parc national allemand à ne pas être desservi par des liaisons ferroviaires régulières. À la suite de la fermeture de la ligne de chemin de fer de Frankenberg à Korbach en 1987, l'arrêt de Vöhl-Herzausen n'est plus prévu. La réouverture de la ligne a été discutée pendant des années entre les organismes compétents (comté, État de Hesse et transports publics) mais aucune décision définitive n'a été prise. Grâce à des initiatives privées lors de célébrations, des voyages occasionnels pendant un week-end ont été proposés, en partie pour certains avec des visites de trains historiques. En 2009, de telles offres ont été réalisées sur plus de trois week-end. En 2010, la rénovation de la ligne Burgwald (26 km de Frankenberg à Sarnau) a été célébrée pour son 120e anniversaire. À cette occasion, différents trains spéciaux ont été mis en service sur la ligne Marbourg-Frankenberg-Merzhausen.